# Stadio LFF
Lo stadio LFF (in lituano LFF stadionas), già stadio Vėtra (in lituano Vėtra stadionas) e precedentemente stadio Lokomotyvas, è un impianto sportivo situato nella città di Vilnius. Lo stadio viene usato principalmente per le gare casalinghe dello Žalgiris e del Trakai.
L'impianto è stato completato nel 2004 ed è stato ristrutturato tra il 2011 e il 2012. Durante il periodo sovietico, era denominato Lokomotyvas per la sua vicinanza alla stazione ferroviaria di Vilnius. Nel 2004, lo stadio viene ricostruito e viene rinominato stadio Vėtra, ospitando le gare casalinghe del club omonimo.
Nel 2010, complice il fallimento della squadra giallonera, l'impianto viene acquistato dalla federazione calcistica lituana. Sotto la gestione della federazione, il campo subisce varie ristrutturazioni, tra cui il rifacimento del terreno di gioco in erba sintetica e del sistema di illuminazione.
Dal 2012, l'impianto ospita anche le partite della nazionale lituana.